# دانيال جيليس
دانيال جيليس (بالإنجليزية: Daniel Gillies)‏ هو ممثل نيوزلندي وكندي، ولد في 14 مارس 1976 في كندا.

## أعمال

### أفلام
- (2004) الرجل العنكبوت 2[8][9][10]

## وصلات خارجية
- دانيال جيليس على موقع IMDb (الإنجليزية)
- دانيال جيليس على موقع ألو سيني (الفرنسية)
- دانيال جيليس على موقع أول موفي (الإنجليزية)
- دانيال جيليس على موقع قاعدة بيانات الأفلام السويدية (السويدية)
- دانيال جيليس على موقع قاعدة بيانات الفيلم (الإنجليزية)
- دانيال جيليس على موقع كينوبويسك (الروسية)